# 알로하 항공
알로하 항공(영어: Aloha Airlines)은 하와이 호놀룰루에 본사를 둔 미국 항공사로, 호놀룰루 국제공항(현재의 대니얼 K. 이노우에 국제공항)의 허브에서 운항하고 있었다. 운항은 1946년 7월 26일에 시작을 하여, 2008년 3월 31일에 중단되었다.

## 운항 노선
- 아메리칸사모아
  - 팡오팡오 - 팡오팡오 국제공항
- 캐나다
  - 밴쿠버 - 밴쿠버 국제공항
- 쿡 제도
  - 라로통가 - 라로통가 국제공항
- 키리바시
  - 키리티마티섬 - 캐시디 국제공항
- 마셜 제도
  - 콰질런 - 콰질런 국제공항
  - 마주로 - 마셜 제도 국제공항
- 미드웨이 환초
  - 미드웨이 - 헨더슨 필드
- 미국
  - 버뱅크 - 봅호프 국제공항
  - 라스베이거스 - 매캐런 국제공항
  - 오클랜드 - 오클랜드 국제공항
  - 오렌지군 - 존 웨인 공항
  - 피닉스 - 피닉스 스카이 하버 국제공항
  - 리노 - 리노-타호 국제공항
  - 새크라멘토 - 새크라멘토 국제공항
  - 샌디에고 - 샌디에고 국제공항
- 하와이주
  - 힐로 - 힐로 국제공항
  - 호놀룰루 - 대니얼 K. 이노우에 국제공항 허브
  - 카일루아-코나 - 코나 국제공항
  - 리휴 - 리휴 공항
  - 카훌루이 - 카훌루이 공항 포커스 시티

## 사건 및 사고
- 1988년 4월 28일, 알로하 항공 243편은 하와이 힐로와 호놀룰루를 오가는 과정에서 폭발적 감압으로 막대한 피해를 입었지만 마우이의 카훌루이 공항에 안전하게 착륙할 수 있었다. 후속 조사 결과 이 사고는 금속 피로에 의한 것으로 결론이 났다. 1990년 제작된 TV 영화 미라클 랜딩은 이 사고에 바탕을 두고 있다.

## 같이 보기
- 하와이의 항공사 목록
- 알로하 에어 카고